# Нио
Ни́о (ест. Nõo alevik) — селище в Естонії, адміністративний центр волості Нио повіту Тартумаа.

## Населення
Чисельність населення на 31 грудня 2011 року становила 1492 особи.

## Географія
Через населений пункт проходить автошлях 3 (Йигві — Тарту — Валґа), естонська частина європейського маршруту E264. Від селища починаються дороги 22155 (Нио — Тамса), 22180 (Нио — Камб'я) та 22198 (Нио — Кеері).

## Пам'ятки
- Євангелічно-лютеранська кірха святого Лаврентія (Nõo Püha Laurentsiuse kirik), пам'ятка архітектури 13-го ст.[2].
- Православна церква святого Колмана (Nõo Püha Kolmainu kirik), пам'ятка архітектури 19-го ст.[3].

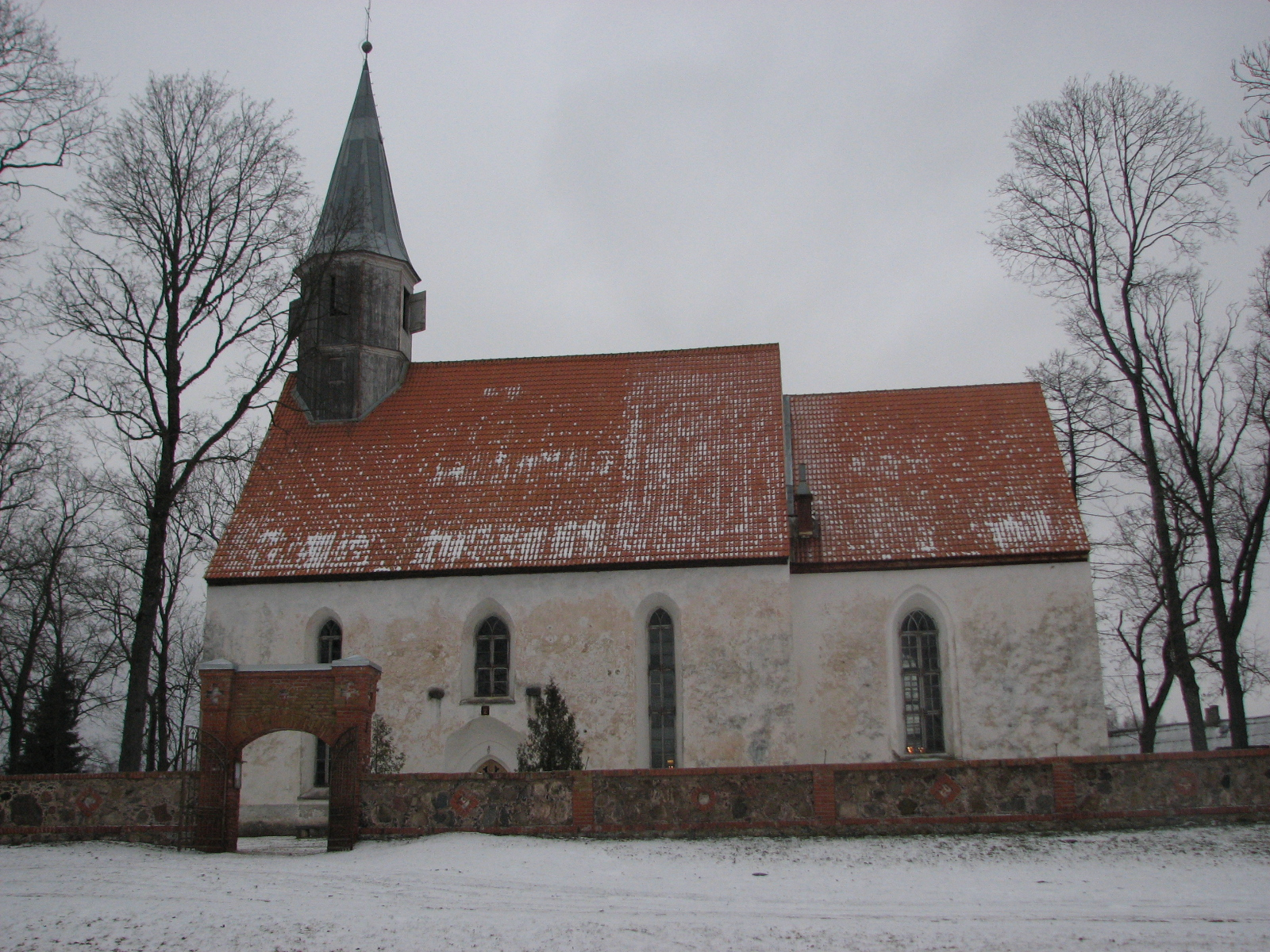
Кірха святого Лаврентія
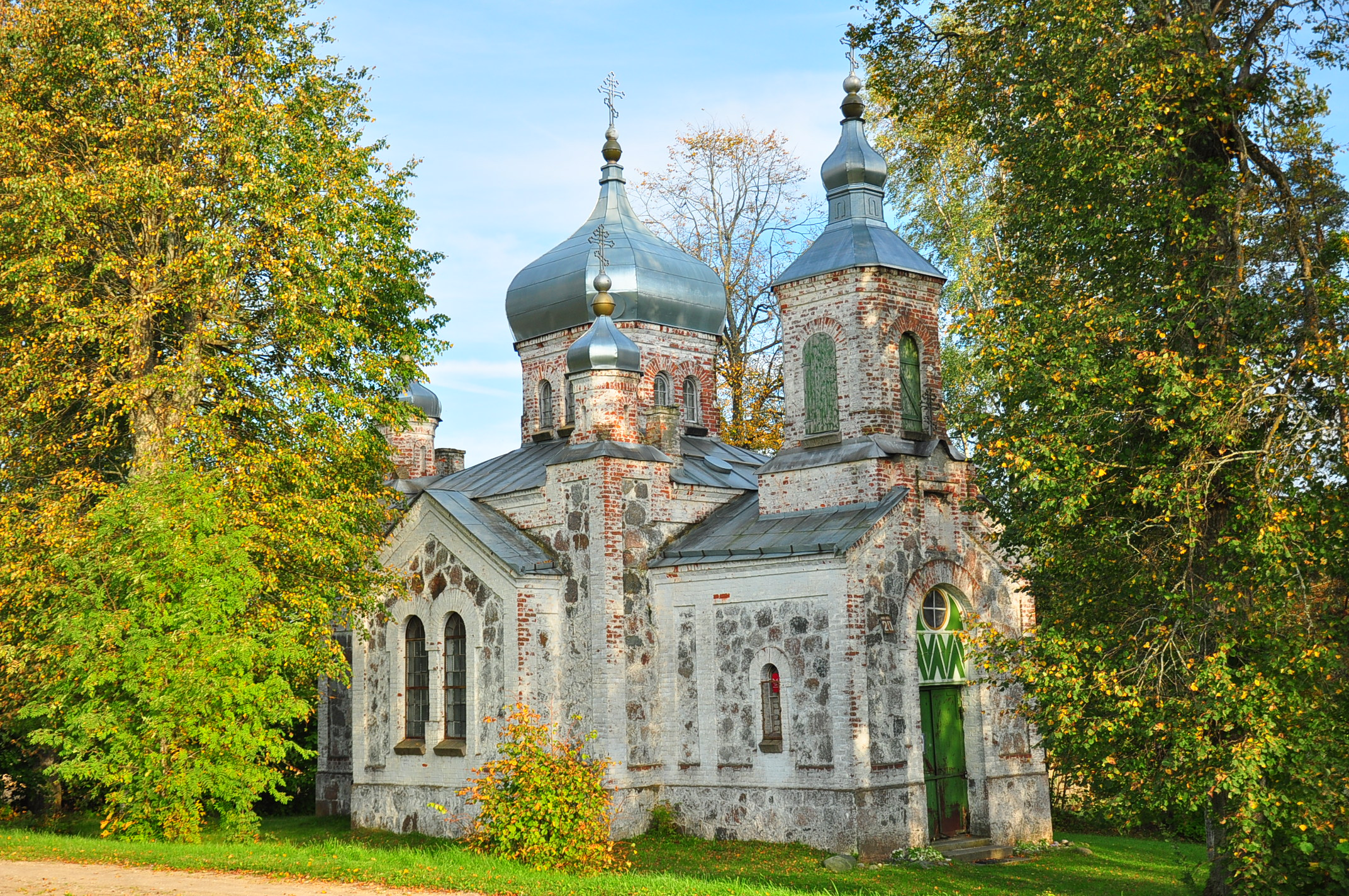
Церква святого Колмана